# Wassermühle Oelsitz

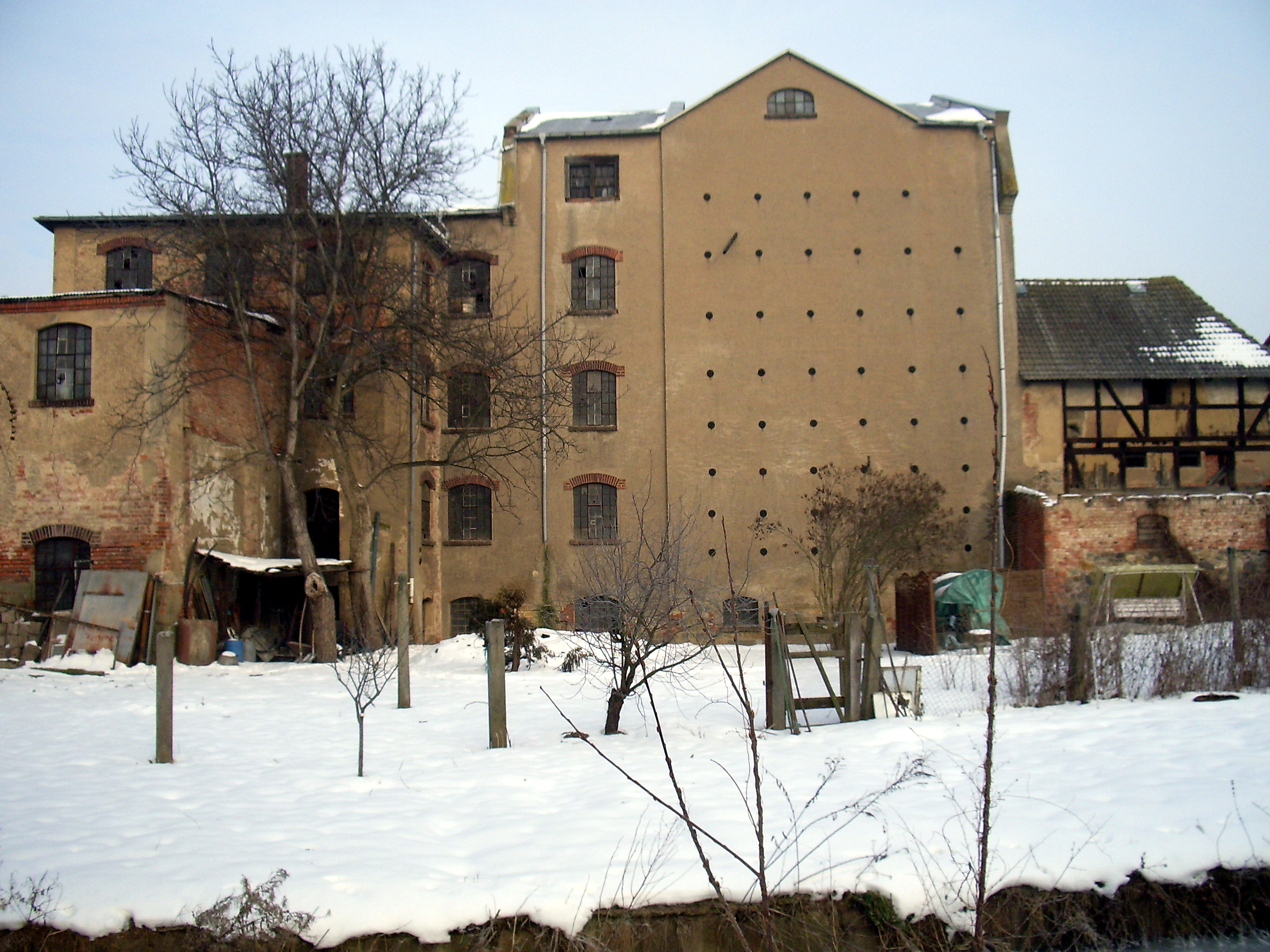
Ansicht der Oelsitzer Mühle vom Jahnatal

Die Wassermühle Oelsitz befindet sich in dem zu Riesa gehörigen Ortsteil Oelsitz, im Landkreis Meißen am Fluss Jahna, einem Nebenfluss der Elbe.

## Geschichte
Die Wassermühle Oelsitz liegt zusammen mit ehemals etwa 30 Mühlen an der Jahna. Aus den Taufbüchern der Kirchgemeinde Weida bei Riesa ist bekannt, dass der erste Oelsitzer Müller 1589 Balthasar Bennewitz war. Unterlagen aus dem Jahr 1721 belegen, dass die Mühle dem Rittergut Jahnishausen gehörte. Das oberschlächtige Wasserrad wurde um 1900 durch eine Dampfmaschine ergänzt und agierte mit dieser stets gekoppelt. Bereits 1898 hegte man die Idee, das Wasserrad durch eine leistungsfähigere Wasserturbine zu ersetzen. Durch den Brand im Jahr 1910 wurden große Teile der Mühle beschädigt und infolge des Wiederaufbaus wurden zwei Francis-Turbinen mit 30 und 15 PS eingebaut. Im Zuge der Elektrifizierung konnte die Mühle Oelsitz ab 1917 auf einen ersten 75-PS-Elektromotor zugreifen, der ebenso gekoppelt mit Wasser und Dampf die Mühlentechnik über die Haupttransmission antrieb. Um der Modernisierung des frühen 20. Jahrhunderts gerecht zu werden, mussten sich die Mühlenwerke Oelsitz zur Aktiengesellschaft wandeln. Infolge der Insolvenz der Mühlenwerke kaufte Erich Thieme die Gebäude 1935. Dieser begann mit der Demontage von unbenötigter Bausubstanz, wie dem Kesselhaus. Des Weiteren verkaufte er das gesamte Mühleninventar. Bereits 1936 übernahm Johann Müller den Gebäudekomplex und richtete sie völlig neu ein. 1945 wurde er in die Sowjetunion verschleppt und kehrte nicht mehr zurück. Ab August 1946 leitete Caspar Schönauer die Mühle, welche in den 70er Jahren in die LPG „Rosa Luxemburg“ integriert wurde, wo seither kaum Instandhaltungsmaßnahmen mehr durchgeführt wurden. Der Mühlgraben verschlammte und der Plansichter, den man nicht zum Schroten brauchte, wurde verkauft. 1992 wurde der Betrieb eingestellt und seither verfiel die Mühle immer mehr.

## Restaurierung
Seit 2009 haben in der Mühle einige Mitglieder des Heimatvereins begonnen die Mühle zu restaurieren. Im Jahr 2012 wurde der aus den 30er Jahren stammende 30 PS starke Bruncken-Elektromotor wieder in Betrieb genommen und der Fahrstuhl restauriert. Aufgrund des hohen Platzangebotes wurden in einigen Räumen historische und moderne Waagen, traditionelle Landwirtschaftsmaschinen sowie alte Küchengeräte ausgestellt.